# Eysymontowie herbu Korab

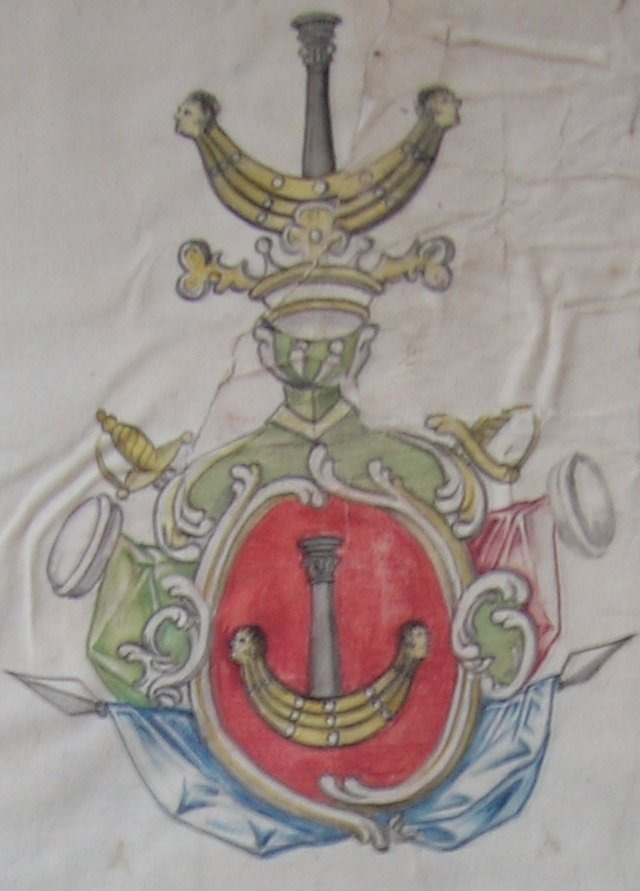
Herb Korab Eysymonttów (1797)

Ejsmont (Eysmont, Eysymont, Eysymontt, Eysmond, Ejsmond, Ejsymont) – ród szlachecki o korzeniach jaćwieskich,  zamieszkujący głównie powiat grodzieński (obecnie na Białorusi).
Ród ten pieczętuje się herbem Korab. Członkowie rodu sprawowali wiele urzędów szlacheckich w Rzeczypospolitej Obojga Narodów, zwłaszcza w powiecie grodzieńskim. Aktywni w życiu społecznym, kulturalnym i politycznym Rzeczypospolitej Obojga Narodów na przestrzeni ponad 500 lat.

## Opis Herbu Korab
W Polu czerwonym Korab żółty z masztem Szarym, w Hełmie nad koroną toż samo. Z Anglii do Polski zjawił się w roku 1146.

 Ta forma herbu funkcjonowała zarówno u Eysymonttów grodzieńskich jak też wołyńskich i kijowskich. Wyjątkowo w powiecie mińskim występował maszt czarnej barwy. Eysymontowie nie używali w herbie wieży. Najstarsze zachowane pieczęcie herbowe Eysymontów pochodzą z lat 60. XVI wieku

## Historia
Najstarszy znany zapis nazwiska pochodzi z 3 Księgi wpisów Metryki Litewskiej, gdzie wymienia się Mitka Eisimontowicza (ok. 1450 roku). Już wtedy był to ród bojarów osadzony na ziemi grodzieńskiej. Różni i liczni Eisimontowicze są notowani na popisach wojska Wielkiego Księstwa Litewskiego w 1528, 1565 i 1567 r. Ród umacniał swoją pozycję przez cały XVI w., przede wszystkim poprzez zasługi wojenne (ale także małżeństwa, m.in. z Wołowiczami, Siemaszkami etc.), co odzwierciedla wiele przywilejów książęcych i królewskich dla poszczególnych jego członków. Na przełomie XVI i XVII w. coraz częściej przedstawiciele rodu pojawiają się również w samorządzie szlacheckim, sprawując głównie urzędy i funkcje związane z wymiarem sprawiedliwości, jak np. Krzysztof Eysymont, woźny sądowy grodzieński w 1611 r., Andrzej Eysymont, sędzia grodzki grodzieński 1632 r., Konstanty Eysymont, generał grodzieński (woźny generalny) 1646 r., czy Mikołaj Michał Eysymont, pisarz grodzki grodzieński 1632-1650. W II połowie XVII w. coraz częściej też zajmowali urzędy wynikające z kariery wojskowej, jak Jerzy Eysymont, strażnik piński, Kazimierz Eysymont, podczaszy orszański, czy Jan Kazimierz Eysymont, miecznik, a nawet wojski grodzieński. Główne majątki Eysymontów znajdowały się w powiecie grodzieńskim, zgrupowane w tzw. okolice szlacheckie. Niektóre przybrały nazwy rodowe. Tak np. włości w pobliżu wsi Tobola, z czasem przyjęły nazwę Eysymontów, majątki w okolicy Paszewicze – Małych Eysymontów, a okolica rozsiana pomiędzy Burniewem, Kulikami i innymi zaściankami położonymi opodal rzeki Wereci – Wielkich Eysymontów. Tam też w 1650 r. Anna Eysymontowa ufundowała kościół pod wezwaniem Najświętszej Marii Panny (późniejszy kościół pw. św. Jana Nepomucena), gdzie znajdował się Cudowny Obraz Matki Boskiej Eysymontowskiej, który później zaginął. Również w woj. wileńskim znajdowały się podobne miejscowości jak Ejsmontowskie Powersocze w parafii ejszyskiej.
Wielu Eysymontów służyło w wojsku Rzeczypospolitej. Leon był porucznikiem lekkiej jazdy Potockiego w czasie Bitwy pod Wiedniem w 1683 r., zaś Jan był majorem Jego Królewskiej Mości w 1671 r.
Od połowy XVII w. Eysymontowie coraz częściej wymieniani są w powiatach brzeskim, pińskim, mińskim, orszańskim, starodubowskim czy rzeczyckim. Andrzej Jan Eysymontt, cześnik rzeczycki i głowa rodu, został na sejmiku grodzieńskim 20 sierpnia 1669 r. zabity przez ludzi Massalskiego. Od tego czasu datuje się antagonizm pomiędzy rodami, co dało o sobie znać jeszcze w dobie Sejmu Wielkiego.
Nowy rozdział historii rodu rozpoczął w XVIII w. Michał Józef Eysymontt, chorąży grodzieński (zm. 1768), który jest architektem dominującej pozycji rodu w całym powiecie przez cały okres panowania Stanisława Augusta Poniatowskiego. Jego potomkowie i krewni pełnili większość urzędów ziemskich grodzieńskich tej epoki. W okresie Sejmu Wielkiego co najmniej 9 przedstawicieli rodu równocześnie pełniło te urzędy, z wojskim, podstarościm, sędzią (ziemskim i grodzkim) i stolnikiem włącznie, mając swojego przedstawiciela na Sejmie Wielkim w osobie Aleksandra Michała Eysymontta. I to właśnie przedstawiciele tego rodu z Ferdynandem, wojskim i Maciejem Tadeuszem, stolnikiem grodzieńskim, na czele, walnie się przyczynili do entuzjastycznego przyjęcia przez szlachtę grodzieńską na sejmiku w 1792 r. postanowień Konstytucji 3 Maja.
Po upadku Rzeczypospolitej wielu przedstawicieli rodu zaangażowała się w działalność spiskową mającą na celu odzyskanie niepodległości. Do pierwszych Eysymontów dotkniętych prześladowaniami za „nieprawomyślność” należeli synowie Ferdynanda, wojskiego grodzieńskiego – Lucjan, członek Towarzystwa Filomatów oraz Oktawiusz, późniejszy adiutant generała Dziekońskiego w czasie Powstania listopadowego, wyróżniony Orderem Virtuti Militari. Prześladowania dotknęły również Aureliana, syna Anzelma Eysymontta, regenta ziemskiego grodzieńskiego, i Jana, słuchacza Wydziału Medycyny na Uniwersytecie Wileńskim.
Wskutek działalności powstańczej kilkudziesięciu członków rodu zostało zesłanych w głąb Rosji, wielu zostało przesiedlonych, innych wcielono karnie do armii rosyjskiej. Pozbawiano ich praw stanu, konfiskowano majątki, jak Karasiowszczyznę. Wielu zginęło podczas walk. Innych jak Aleksandra Eysymontta z Karasiowszczyzny stracono.  Wśród zesłańców po Powstaniu Styczniowym znaleźli się Adolf Eysymont, Kazimierz Eysymont, Leon Eysymont, żeby wymienić najbardziej znanych. Często podążały za nimi żony jak w przypadku Apolonii – małżonki Leona, o której raport policyjny głosił: „Żona jest istną Polką, przepojoną księżowskim fanatyzmem, zawsze gotowa na wszelkie ciemne sprawy...”
W czasie I Wojny Światowej pośród innych wyróżnił się Stanisław Eysymont, socjalista i piłsudczyk z ziemi grodzieńskiej. Wielu członków rodu w okresie międzywojnia wybrało zawodową służbę wojskową jak Witold czy Mieczysław Eysymontowie. Tego ostatniego zamordowano w Starobielsku w 1940 r.
Wielu Eysymontów padło ofiarą ludobójczej polityki Związku Sowieckiego. Począwszy od zamordowania Jana Eysymonta z okolicy Starzyno 25 IX 1920 r., po Władysława Ejsmonta z Burniewa zmarłego w Obozie Specjalnym w Tajszecie gdzieś ok. 1955 r. Lista ofiar sowieckiego terroru zawiera ponad 100 przedstawicieli rodu.
Po 1945 r. wielu członków rodziny przeniosło się na tereny nowego państwa polskiego. Funkcjonowali zarówno w administracji publicznej PRL-u jak we wszystkich innych grupach społecznych i zawodowych. Np. Maria Ejsymont (rodem z Burniewa) była wieloletnią siostrą przełożoną w Szpitalu Łagiewnickim w Łodzi.
Współcześnie żyje w Polsce ok. 2000 osób o tym nazwisku i jego odmianach, i co najmniej drugie tyle w Rosji, na Białorusi, Litwie i Ukrainie.

## Wywody genealogiczne XVIII – XX w.

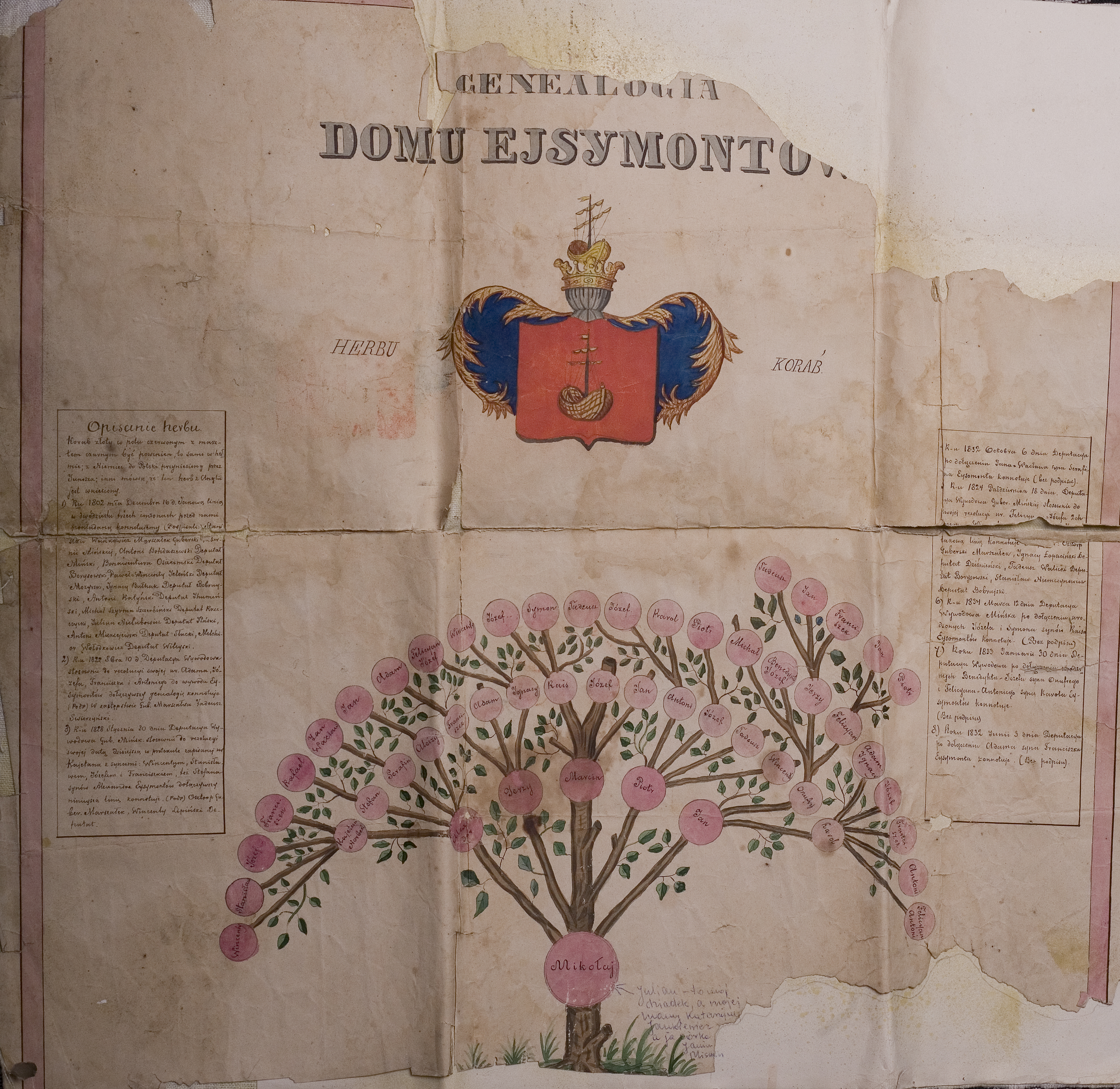
Drzewo genealogiczne w wywodzie Ejsymontów w powiecie mińskim – rok 1838

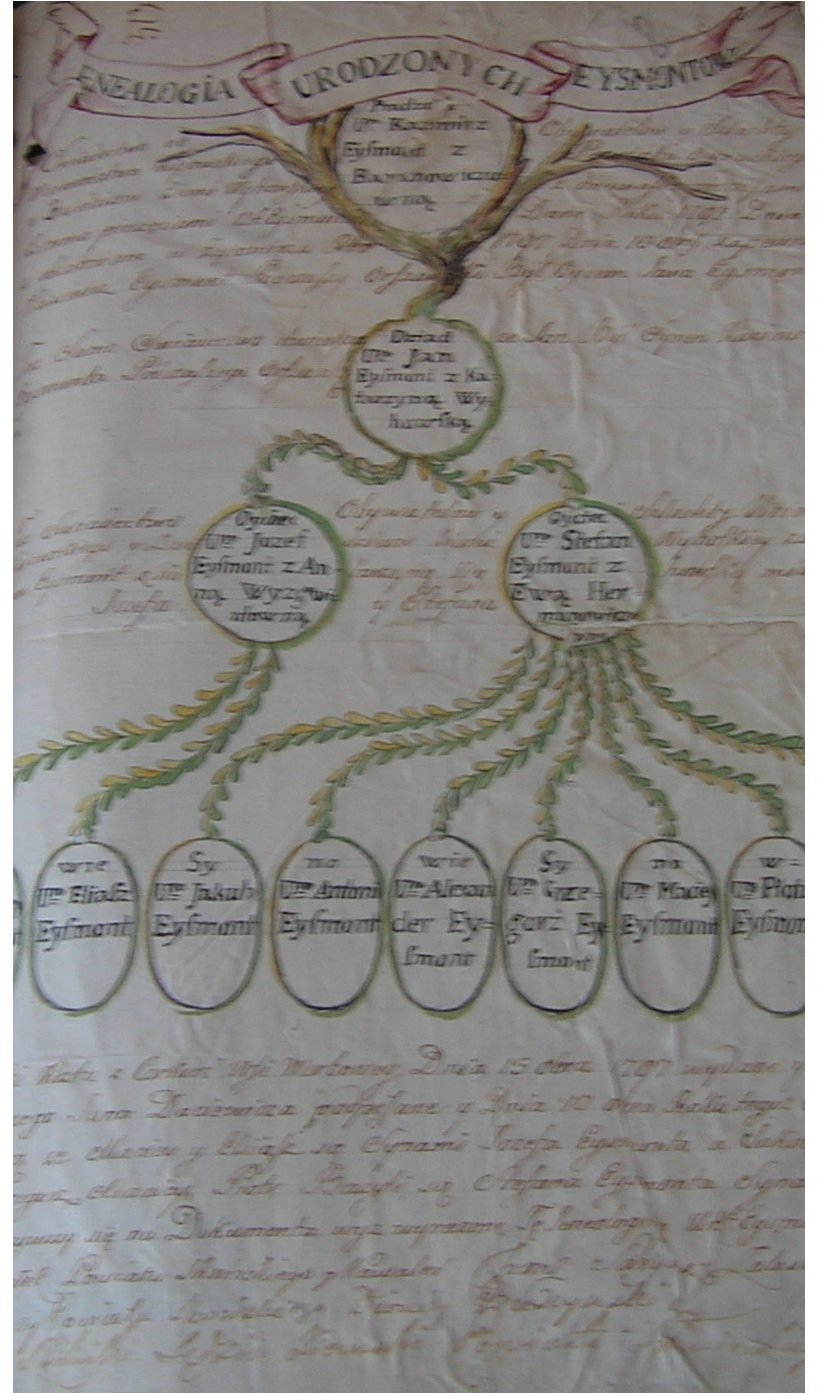
Drzewo genealogiczne w wywodzie Ejsymontów w powiecie skwirskim – rok 1797

Po III rozbiorze Polski, na skutek polityki rosyjskiej Eysymontowie wielokrotnie występowali do Zgromadzenia Szlacheckiego Deputacji Wywodowych różnych powiatów i guberni, w celu uzyskania praw stanu szlacheckiego. Była to procedura zarówno droga jak i czasochłonna. Jednak bez niej nie można było utrzymać substancji ziemskiej.
W archiwach znajduje się wiele materiałów genealogicznych Eysymontów – jednak większość wywodów nie została ostatecznie zatwierdzonych przez władze.

## Legendy
Jedna z legend głosi, że po Bitwie pod Grunwaldem król Polski i Wielki Książę Litewski Władysław II Jagiełło, będąc na Litwie, zdobywał zamek krzyżacki leżący na wyspie otoczonej jeziorem. Miał przy sobie trzech paziów bądź pachołków – braci o imionach Jawmont, Dowmont i Symont. Ostatni z nich był najbardziej waleczny i wraz z pozostałymi braćmi przedarł się do zamku by znaleźć słaby punkt w warowni. Jawmont i Dowmont zginęli, jedynie Symontowi udało się przypłynąć na łódce do króla z dobrymi wiadomościami. W nagrodę za jego waleczność, dzięki której udało się zamek zdobyć. Jagiełło, zamiast, jak do tej pory wołać na niego Ej Symont nadał mu nazwisko Ejsymont (Eysymont – obecnie również Ejsmont), herb Korab i ziemie w okolicach Grodna.
Według innej legendy, kiedy rycerz Ejsymont (Eysymont) był stary miał sen o Matce Boskiej płynącej po jeziorze jego łódką. Ejsymont uznawszy, że jest to objawienie, zlecił malarzowi wykonanie obrazu nazwanego obrazem Matki Boskiej Ejsymontowskiej i umieścił go w kościele przez siebie wybudowanym. Z czasem uznano go za jeden z cudownych wizerunków Matki Boskiej i otaczano czcią.

## Eysmontowie
- Aleksander Eysymontt Kozłowicz (zm. 1697), komornik brzeski
- Aleksander Eysymont (1883 – 1966) – duszpasterz Polaków w Harbinie
- Aleksander Eysymontt (1842 – 1863) – powstaniec styczniowy
- Aleksander Michał Eysymont – podstarości Grodzieński, poseł na Sejm Wielki z powiatu grodzieńskiego
- Alojzy Eysymont (1791 – 1849) – generał artylerii w armii rosyjskiej, bibliofil
- Andrzej Jan Eysymontt (zm. 1669) – cześnik rzeczycki, elektor Michała Korybuta Wiśniowieckiego
- Antoni Ejsmond (ur. 1850) – botanik
- Anzelm Eysmont (zm. 1825) – sędzia grodzieński
- Emilia z Terleckich Eysymont (ok. 1825 – 1900) – poetka, pisarka
- Ferdynand Eysymontt (zm. 1812) – ostatni wojski grodzieński
- Franciszek Teodor Ejsmond (1859 – 1931) – malarz, Dyrektor Zachęty Sztuk Pięknych w Warszawie
- Franciszek Maria Kandyd Ejsmont (ok. 1850 – 1910) – poeta i publicysta
- Jan Eysymont (1577 – 1611) – jezuita, poeta
- Jan Eysymontt (mierniczy) - mierniczy Wielkiego Księstwa Litewskiego
- Jan Eysymontt (pułkownik) - szef wyszkolenia saperów w II RP
- Jerzy Józef Eysymontt (zm. 1790), dziekan grodzieński, kanonik inflancki
- Jerzy Eysymontt (1937 - 2005) – polski polityk
- Józef Eismond (1862-1937) – zoolog, cytolog i embriolog, profesor Uniwersytetu Warszawskiego
- Józef Antoni Eysymontt - strażnik upicki, marszałek dworu Radziwiłłów nieświeskich
- Julian Ejsmond (1892 – 1930) – poeta i bajkopisarz
- Kazimierz Eysmont (1847-1912) – powstaniec styczniowy
- Kazimierz Eysymont (zm. 1711) – podczaszy orszański, poseł do Moskwy
- Konstanty Eysymontt (1705-1756) – przeor Paulinów we Włodawie
- Krystyna Ejsmont – posłanka na Sejm X kadencji 1989-1991
- Leopold Eysymont (1781 – 1852) – kapitan Wojska Polskiego, publicysta
- Lucjan Eysymontt (1802-69) – członek Filomatów
- Maciej Kazimierz Eysimont (ok. 1610-1660) – Chorąży JKM, w pułku Oskierki, zmarły w niewoli moskiewskiej w Kazaniu
- Maciej Tadeusz Eysymont (1741 - 1805) – ostatni stolnik grodzieński
- Marcin Eysymont (1735 – 1814) – pijar, poeta, tłumacz, architekt
- Michał Józef Eysymontt (zm. 1768) – chorąży grodzieński
- Natalia Ejsmont (ur. 1984) – rzecznik prasowy prezydenta Białorusi
- Oktawiusz Eysymontt (1811-1850) – porucznik Wojska Polskiego 1831, kawaler Virtuti Militari
- Otton Zygmunt Eysymont (1904-1984) – major Wojska Polskiego, kawaler Virtuti Militari
- Stanisław Ejsmond (1894 - 1939) – malarz.
- Stefan Ejsmont ps. "Wir" (1913-2006) – oficer AK, uczestnik Operacji "Burza", kawaler Virtuti Militari
- Wawrzyniec Michał Eysymontt (zm. 1737), sędzia kapturowy brzeski, cześnik grodzieński
- Władysław Adam Ejsmont (1911-1944) – żołnierz wojny obronnej 1939, obrońca Grodna, uczestnik Bitwy pod Monte Cassino
- Wołodymyr Ejsmont – ukraiński pisarz i historyk
- Zbigniew Eysmont – członek rządu Hanny Suchockiej
- Zofia Ejsmond – (1900 - 1993) dominikanka, znana jako siostra Filomena
- Piotr i Mieczysław Ejsmontowie (1940 - 1969) żeglarze, zaginęli podczas rejsu dookoła świata na jachcie "Polonia" info  z : iSokolka.eu. Internetowa gazeta powiatu sokólskiego, www.wegorzewo.pl